# Ayzit Bostan

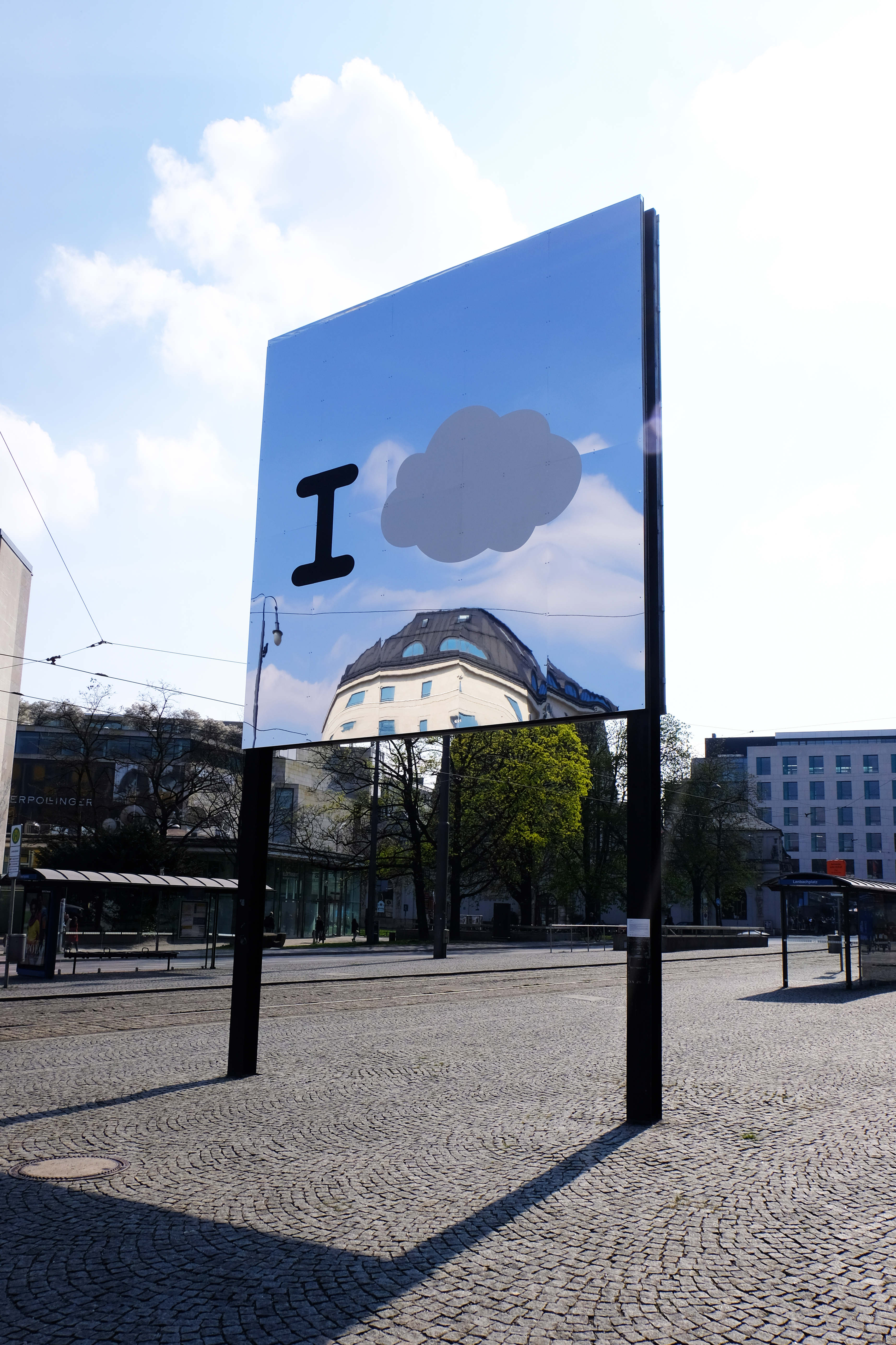
Eine Seite des zweiseitigen Kunstwerks „BLAU“ von Ayzit Bostan auf dem Münchner Lenbachplatz, 2019

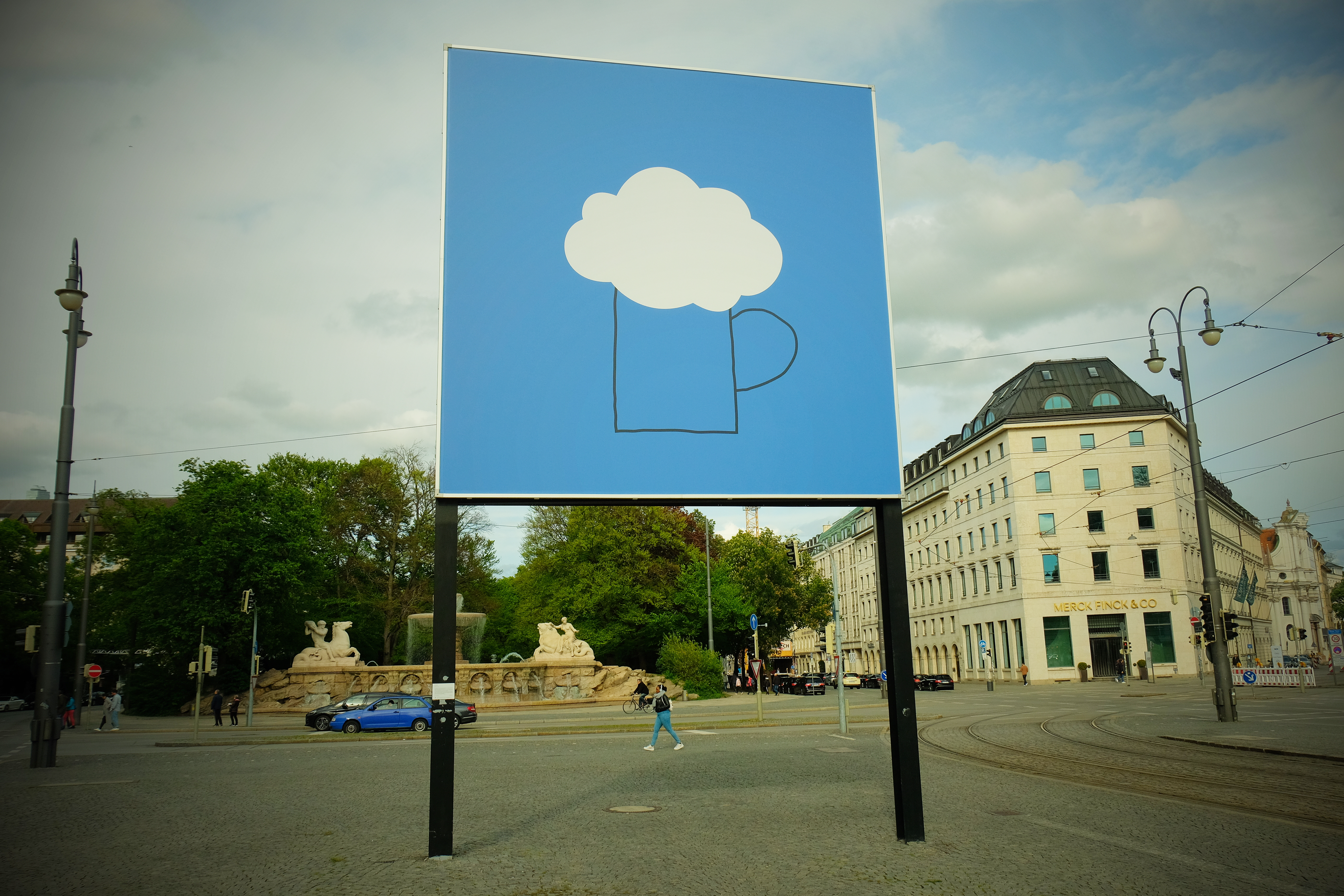
Die andere Seite von BLAU

Ayzit Bostan (* 1968 in Torul/Gümüşhane) ist eine in Deutschland lebende türkische Modedesignerin.

## Leben und Werk
Bostan lebt seit 1972 in München. Nach einer Schneiderlehre und einem Schnittkonstruktionslehrgang an der Meisterschule für Mode in München machte sie sich 1995 mit ihrem eigenen Label selbständig. Ayzit Bostan arbeitet auch als Kostümbildnerin für die Stücke Ein Junge, der nicht Mehmet heißt und Illegal der Münchner Kammerspiele und den Film Keine Lieder über Liebe von Lars Kraume.
Berichte über Bostan erschienen in bekannten Printmedien, wie der Vogue, dem SZ- und Jetzt-Magazin, in Marie Claire, Elle, Frame, The Face und dem kid's wear Magazin. 1998 wurde die Laufstegpremiere ihrer Kollektion Frühjahr/Sommer 2001 bei einer Veranstaltung von Moët & Chandon und Vogue in Berlin gefeiert.
Als bildende Künstlerin nahm sie 2008 an der Gruppenausstellung „Alman Mali“ (türk. für Made in Germany) des Kunstvereins München teil. Sie stellte ihre Entwürfe in verschiedenen Galerien und Ausstellungen vor, unter anderem bei der Berlin Fashion Week, bei der Designmai Berlin und im Rahmen von „Kleider/Clothes“ in der Galerie Sprüth Magers.
Im Rahmen einer seit dem Jahr 2008 bestehenden Kooperation entwarf Ayzit Bostan bereits mehrere Taschenkollektionen für Bree.
Bostan wurde 1997 mit dem Förderpreis für Design der Landeshauptstadt München und 2000 beim Moët & Chandon Fashion Debut ausgezeichnet. Ihr Atelier befindet sich im Münchner Glockenbachviertel. Bei der Verleihung des Oberbayerischen Förderpreises für Nachwuchskünstler und -künstlerinnen 2007 war sie Mitglied in der Jury. Sie ist Mitglied im Beirat Bildende Kunst des Goethe-Instituts.
Seit Oktober 2012 lehrt Bostan als Professorin im Bereich Design textiler Produkte an der Kunsthochschule Kassel.
2023 erhielt Bostan den Designpreis der Landeshauptstadt München.

## Ausstellungen (Auswahl)
- 2010: Gruppenausstellung NOT IN FASHION. Mode und Fotografie der 90er Jahre, Museum für Moderne Kunst (MMK), Frankfurt am Main[12]

- 2019: Installation BLAU, Lenbachplatz München[13]
- 2021: Installation Parasol, Musée Galliera, Paris und Pinakothek der Moderne, München[14]
- 2023: Installation Ayzit Bostan Palast, Rathausgalerie München[15]

## Film
- Ayzit Bostan Palast. Dokumentarfilm, Deutschland, 2014, Regie: Armin Kratzert[16]